# Wiebach (Radevormwald)
Wiebach ist eine Hofschaft in Radevormwald im Oberbergischen Kreis im nordrhein-westfälischen Regierungsbezirk Köln in Deutschland.

## Lage und Beschreibung
Die Hofschaft Wiebach liegt im Südwesten der Stadt Radevormwald, knapp 200 Meter von der Wuppertalsperre entfernt an der Stadtgrenze zu Hückeswagen. Die Nachbarorte sind Berg, Heide, Ispingrade und auf Hückeswagener Stadtgebiet Oberhombrechen.
In einem Umkreis von 100 Meter um die Hofschaft herum münden der Wiebacher Siepen und der Hulverscheider Siepen in den im Osten vorbeifließenden Ispingrader Bach.

## Geschichte
1956 zeigt die amtliche topografische Karte an der Stelle von Wiebach umgrenzten Hofraum mit Gebäudegrundrissen. Ein Ortsname ist darin nicht verzeichnet. In der Karte Topographische Aufnahme der Rheinlande von 1824 ist unterhalb der Mündung des Ispingrader Baches in den Wiebach, 500 m in südlicher Richtung von der heutigen Hofschaft entfernt, eine Mühle eingezeichnet. Der Name der Örtlichkeit wird mit „Wiebecke“ angegeben. Die Preußische Uraufnahme von 1840 bis 1844 zeigt an gleicher Stelle eine Mühle. Die Beschriftung lautet hier „Knochenmühle“ Ab der amtlichen topografische Karte (Preußische Neuaufnahme) von 1893 bis 1895 wird die Bezeichnung „Wiebach“ verwendet. Die Karte aus dem Jahre 1989 zeigt die Stelle der Mühle bereits von der Wuppertalsperre überflutet.

## Wanderwege
Folgende markierte Wanderwege führen an der Hofschaft vorbei:
- ◇6: Wupperweg
- Der Bezirkswanderweg ◇8 (Radevormwald−Köln-Höhenhaus) des SGV-Bezirks Bergisches Land
- Halbes Mühlrad: Straße der Arbeit
- X7: Residenzenweg
- Ra im Kreis: Wald-Wasser-Wolle-Wander-Weg (Radevormwalder Rundweg)

Nicht mit Wegzeichen ausgestatteter Wanderweg:
- R3 – Ein vom Wupperverband unter dieser Bezeichnung in Wanderkarten ausgewiesener Rundwanderweg